# Ciechomice (Płock)
Ciechomice – jednostka pomocnicza gminy (osiedle) Płocka. Obejmuje m.in. Stare Ciechomice i Nowe Ciechomice.
Osiedle położone jest w lewobrzeżnej części miasta. Przyłączone do Płocka 1 stycznia 1997 roku. 
- Powierzchnia: 5,55 km²
- Liczba mieszkańców: 1114

W dzielnicy znajduje się parafia pw. św. Maksymiliana Kolbego.
W czasach Królestwa Polskiego istniała gmina Ciechomice.
W roku 1872 powstał tutaj browar, którego właścicielem był Bernhard Dauter. W 1899 r. wytwarzał rocznie 44 tys. wiader (528 tys. l) piwa. Wyrabiano tu piwa bawarskie, pilzneńskie i dubeltowe. Na początku XX w. zakład zatrudniał 14-19 robotników. Browar miał składy w Płocku, Kutnie, Gostyninie, Gąbinie, Łowiczu i Żychlinie. W 1948 r., już jako Państwowy Browar „Ciechomice”, produkował piwa, słód i wody gazowane. W połowie lat 60. budynki zostały częściowo wyburzone po pożarze i zawaleniu. Dziś w ich miejscu znajduje się zakład produkcyjny Dr. Oetker Dekor sp. z o.o., należący do koncernu Dr. Oetker. 
W latach 1954–1968 wieś należała i była siedzibą władz gromady Ciechomice, po jej zniesieniu w gromadzie Łąck.

## Komunikacja
Dojazd autobusami linii: 7

## Ludność
| Rok     | 2000 | 2004  | 2005  | 2008  | 2009  |
| Ludność | 920  | 1 010 | 1 010 | 1 300 | 1 114 |